# Catedral de Nuestra Señora de la Asunción (Banjul)
La Catedral de Nuestra Señora de la Asunción o simplemente catedral de Banjul (en inglés: Cathedral of Our Lady of the Assumption) es el nombre que recibe un edificio de la iglesia católica que se encuentra ubicado en Banjul la capital del país africano de Gambia.
Se encuentra en la calle Hagan, en la esquina de la calle Picton, que es la calle principal de la ciudad donde domina el paisaje urbano. Es más grande que la catedral anglicana de la misma ciudad. la iglesia fue construida en la época colonial  desde 1913 a 1916 cuando Gambia todavía era una colonia británica. El estatus del edificio cambio a través del tiempo primero en 1951 fue elegida sede de la prefectura apostólica para después convertirse en una catedral  cuando la entonces llamada Bathurst, en 1957 se convirtió en diócesis. Desde entonces el templo es la sede de la diócesis de Banjul.
En su viaje a través de Senegal, Gambia y Guinea, el papa Juan Pablo II la visitó El 23 de febrero de 1992.